# Combretum congolanum
Combretum congolanum là một loài thực vật có hoa trong họ Trâm bầu. Loài này được Liben mô tả khoa học đầu tiên năm 1965.